# Olivera Ćirković
Olivera "Olja" Ćirković (srbsko cirilsko Оливера Ћирковић, rojena Vasić srbsko cirilsko Васић), srbska košarkarica in obsojena roparka zlatarn, * 3. september 1969, Beograd, SFR Jugoslavija
Je srbska pisateljica in slikarka, obsojena zločinka ter nekdanja profesionalna košarkarica. Bila je članica mednarodne mreže roparjev draguljev Pink Panter.

## Košarkarska kariera

### Igralska kariera
V svoji košarkarski karieri je Ćirkovićeva igrala za klube Voždovac, Crvena zvezda, Jedinstvo Tuzla (Bosna in Hercegovina), Pagrati Atene (Grčija) in Celje (Slovenija).

### Kariera v reprezentanci
Ćirkovićeva je bila članica jugoslovanske ženske košarkarske reprezentance do 18 let, ki je na evropskem mladinskem prvenstvu leta 1988 skupaj z Nino Bjedov, Daniro Nakić, Eleonoro Wild, Danijelo Ilić in drugimi osvojila bronasto medaljo. Na dveh turnirskih tekmah je povprečno dosegla 1,5 točke na tekmo.

### Po končani igralski karieri
Po koncu igralske kariere je Ćirkovićeva delala kot športna direktorica pri Crveni zvezdi.

## Kriminalna kariera
Ćirkovićeva je zloglasna članica mednarodne mreže roparjev draguljev Pink Panter. Bila je organizatorka skupine kriminalcev, ki so v Grčiji ropali zlatarne. Zaradi teh kaznivih dejanj je bila dvakrat aretirana in obsojena. Prvič je bila aretirana leta 2006. Marca 2012 so jo ponovno prijeli in aretirali še drugič.  Iz osrednjega atenskega zapora ji je 12. julija 2012 uspelo pobegniti. Peš je pobegnila v rodno Srbijo in tam ponovno zbrala svojo kriminalno skupino. Skupaj so načrtovali in 26. novembra 2012 izvedli nov rop v Atenah. Tri dni kasneje, 29. novembra 2012, so jo aretirali in obsodili na skupno 32 let zapora v zaporu Korydallos. V kasnejšem sojenju je njenemu odvetniku uspelo prepričati sodišče, da zavrže nekatere obtožbe, in zaradi splošne amnestije leta 2017 je na koncu preživela v zaporu le 5 let.

## Osebno življenje
Ćirkovićeva ima sina, ki je prav tako igral košarko in skupaj delata na promociji njenih knjig.

## Dela
- Ćirković, Olivera (2016). Pink Panter – Moja zatvorska ispovest. ISBN 978-86-521-2175-5.[12][13]
- Ćirković, Olivera (2018). Ja, Pink Panter: Ispovest.[14]
- Ćirković, Olivera (2019). Ja, Pink Panter 2 – Arhondisa
- Ćirković, Olivera (2021). Ja, Pink Panter 3 - Povratak